# Beduzzo
Beduzzo is een plaats (frazione) in de Italiaanse gemeente Corniglio.